# Logoche
Logoche är en ort i Mexiko.   Den ligger i kommunen San Luis Amatlán och delstaten Oaxaca, i den sydöstra delen av landet, 400 km sydost om huvudstaden Mexico City. Logoche ligger 1 430 meter över havet och antalet invånare är 118.
Terrängen runt Logoche är kuperad norrut, men söderut är den platt. Logoche ligger nere i en dal. Runt Logoche är det ganska glesbefolkat, med 36 invånare per kvadratkilometer. Närmaste större samhälle är Miahuatlán de Porfirio Díaz, 11,5 km sydväst om Logoche. I omgivningarna runt Logoche växer huvudsakligen savannskog.